# (3988) Huma
(3988) Huma – planetoida z grupy Amora należąca do obiektów NEO okrążająca Słońce w ciągu 1 roku i 336 dni w średniej odległości 1,54 j.a. Została odkryta 4 czerwca 1986 roku w Obserwatorium Palomar przez Eleanor Helin. Nazwa planetoidy pochodzi od Huma lub Homa, legendarnych ptaków z mitologii irańskiej i sufijskich bajek. Przed jej nadaniem planetoida nosiła oznaczenie tymczasowe (3988) 1986 LA.